# Nicolaihuset

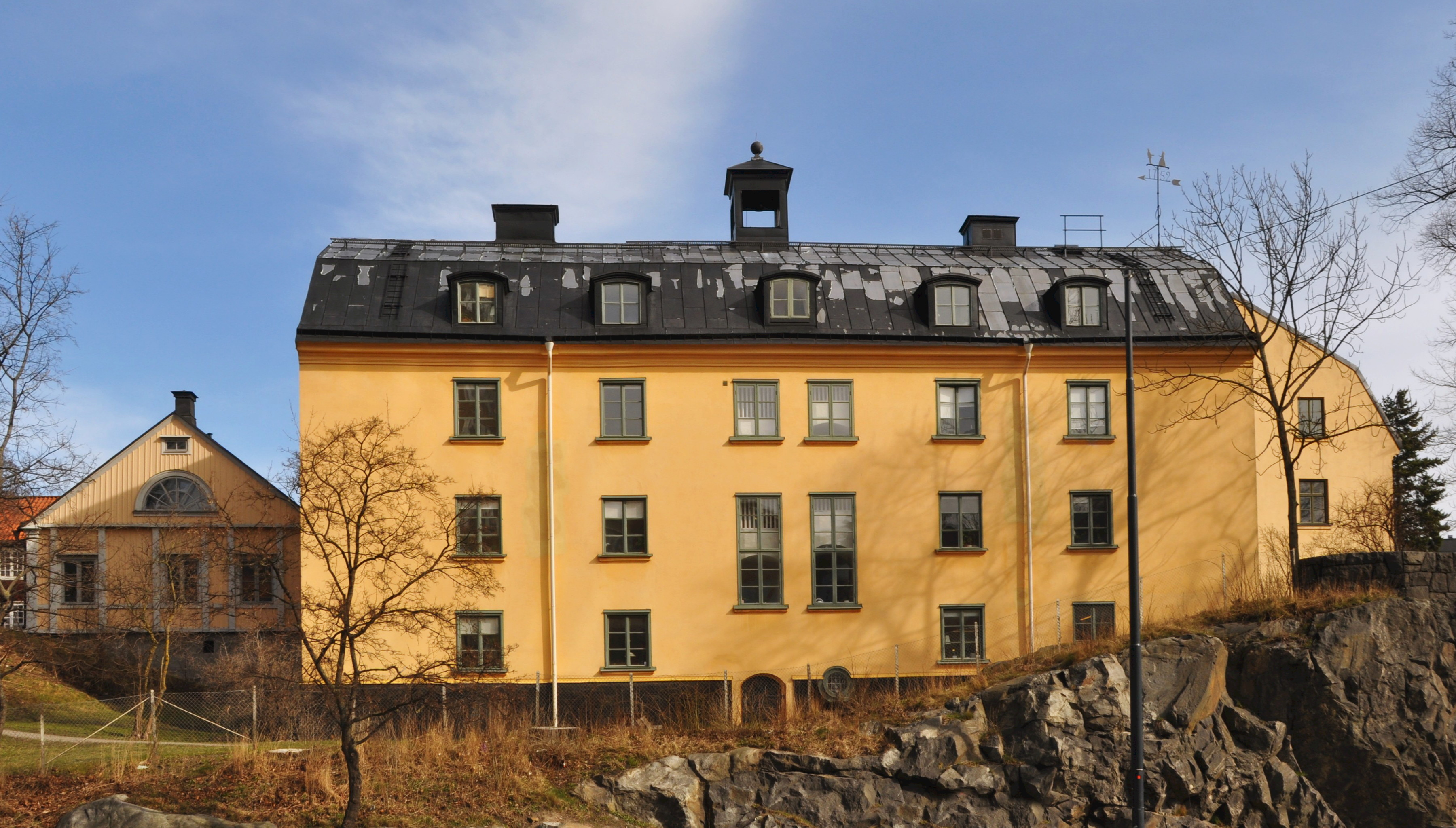
Nicolaihuset från Torsgatan, 2014. Till vänster syns Sabbatsbergs kyrka.

Nicolaihuset är en kulturhistoriskt värdefull byggnad i vid Sabbatsbergsvägen 3 i kvarteret Grötlunken i Vasastan i Stockholm och uppfördes 1756 som fattighus. Fastigheten Grötlunken 5 förvärvades år 2010 av AB Stadsholmen och är blåmärkt av Stadsmuseet i Stockholm, vilket innebär "att bebyggelsen bedöms ha synnerligen höga kulturhistoriska värden".

## Bakgrund
Den södra delen av dagens Sabbatsberg förvärvades 1709 av den tyskfödde källarmästaren Valentin Sabbath. Området omfattade 26 tunnland och hörde innan köpet till egendomen Rörstrand och döptes sedermera efter den nye ägaren till Sabbatsberg. 1717 lät Sabbath bygga en gårdsanläggning med huvudbyggnad vars delar ingår i dagens Sabbatsbergs kyrka. Anledningen till bygget var att öppna en värdshusrörelse. Platsen var lämplig eftersom här gick landvägen till Karlbergs slott.

## Fattighus

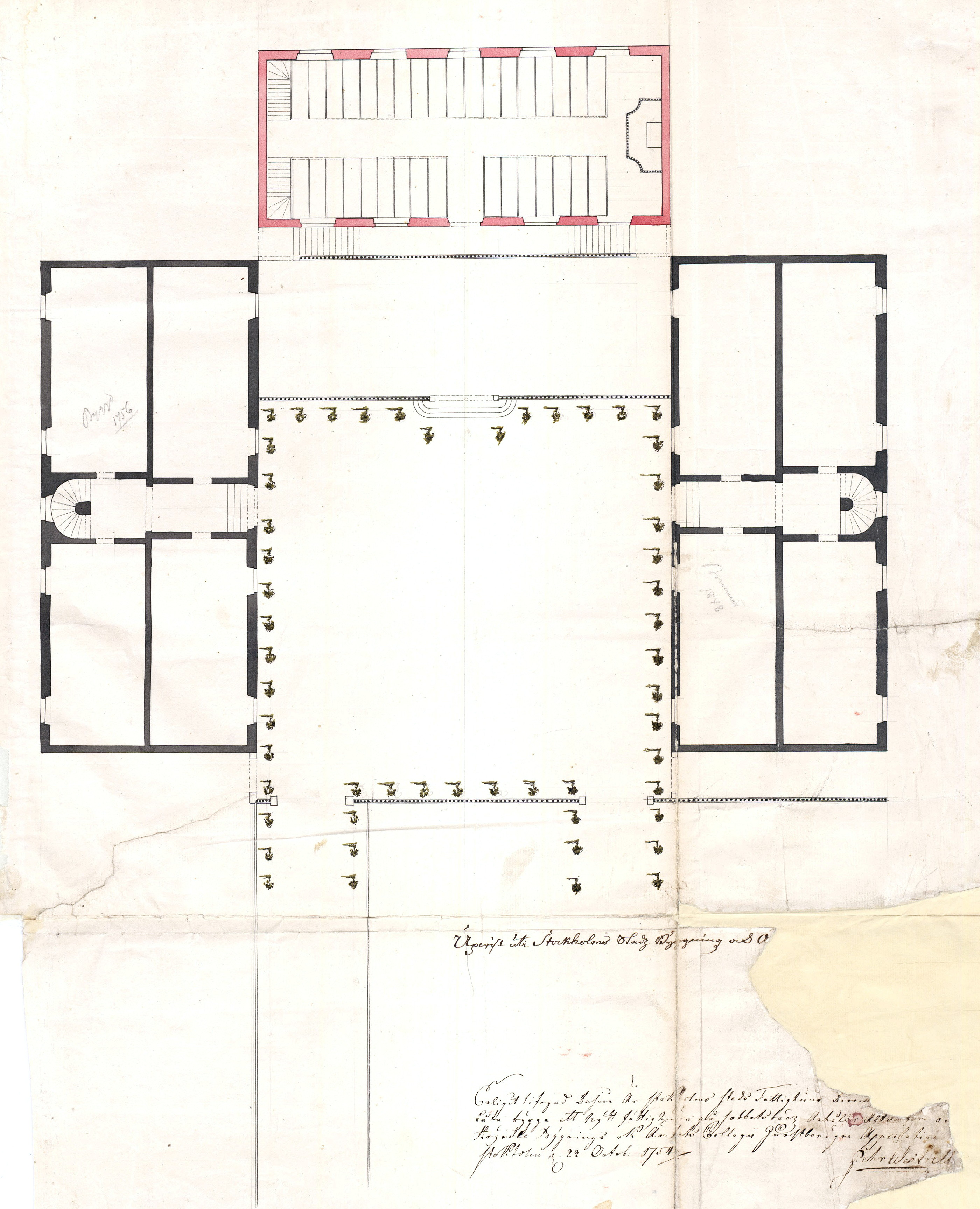
Pehr Westrells byggnadsritning från 1754. Röd är kyrkan, svart är fattighus.

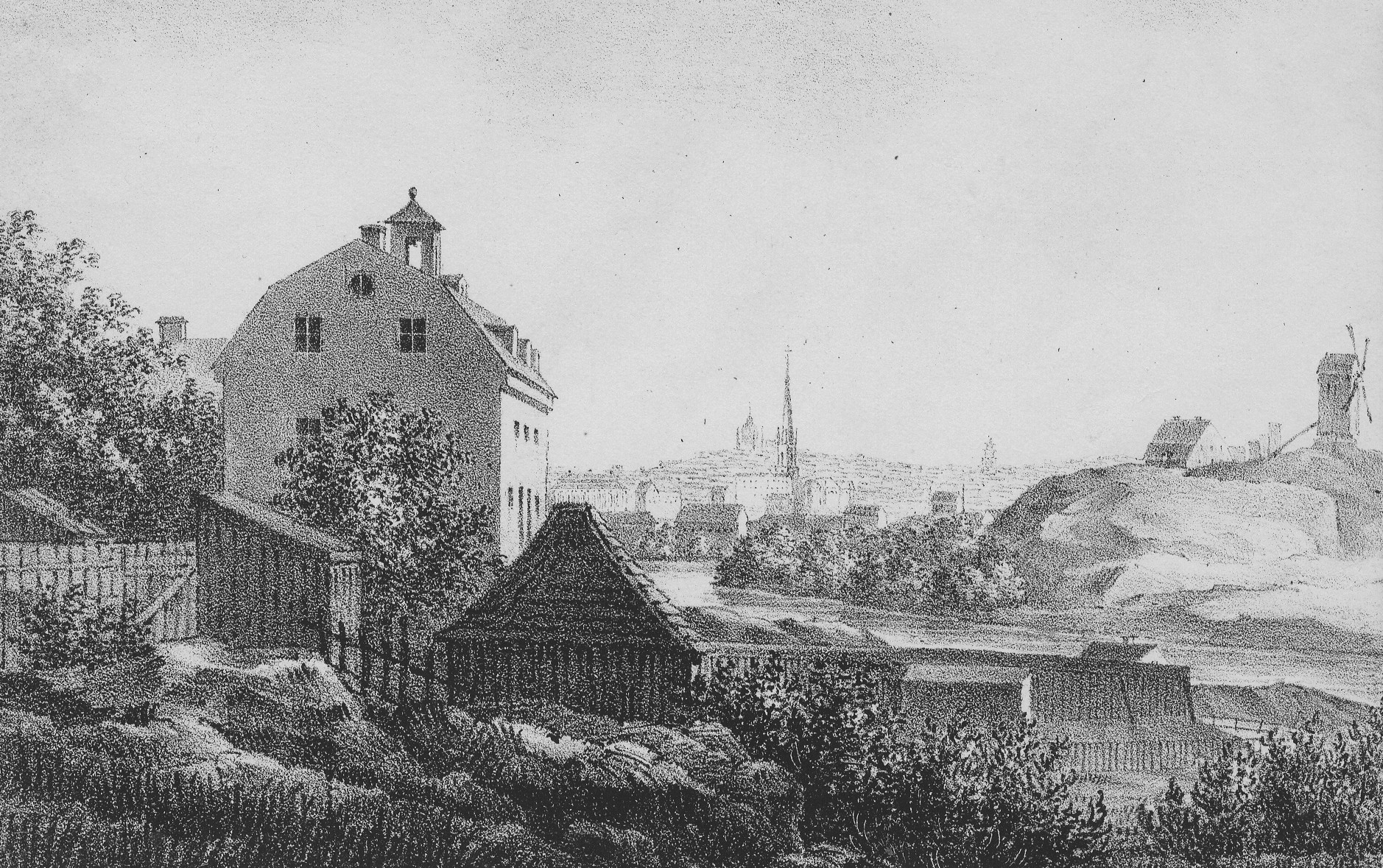
Nicolaihuset med Grubbens kvarn längst till höger, före 1892 då kvarnen revs.

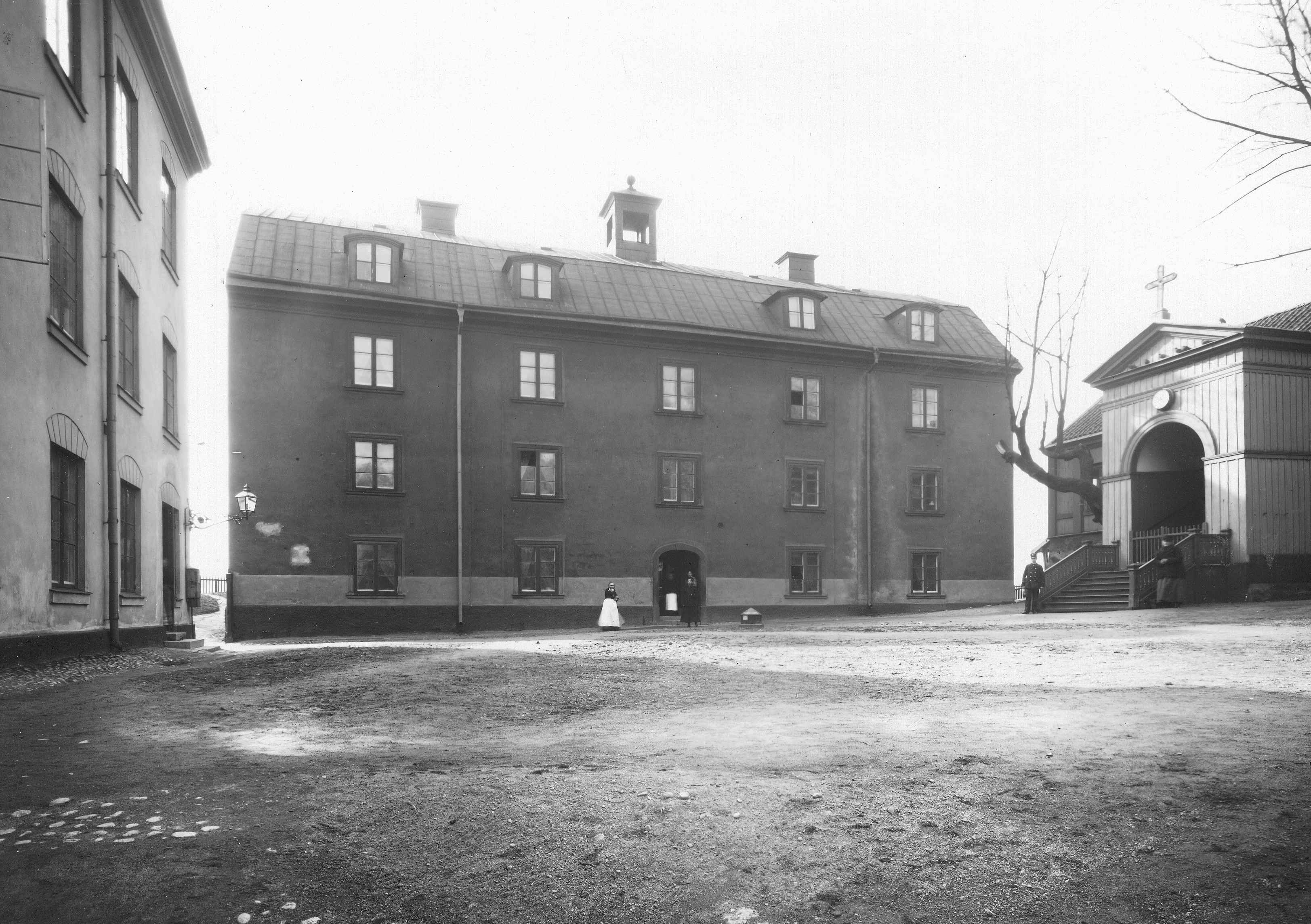
Nicolaihuset omkring 1900.

Sabbath avled 1720 och ett antal privata ägare passerade innan direktionen för Sabbatsbergs fattighus församling köpte fastigheten 1751. Till en början nyttjades Sabbaths gamla huvudbyggnad som fattighus men snart räckte platsen inte till. Nicolaihuset (uppkallat efter Sankt Nicolai församling) stod färdigt 1756. Byggherre var fattighusdirektionen och Pehr Westrell den äldre var både arkitekt och byggmästare. Han var en ofta anlitad murmästare i Stockholm och uppförde 47 nybyggnader i staden mellan 1749 och 1778, bland annat Paschs malmgård som byggdes vid ungefär samma tid som Nicolaihuset. 
På Westrells bevarade originalritning för Sabbatsbergs fattighus framgår två identiska byggnader som placerades strängt symmetriskt på båda sidor om den befintliga mangården som ombyggdes till kyrka. I mitten anordnades en planterad innergård. En blyertsanteckning på ritningen talar om att det nordöstra huset (till höger på ritningen) brann ner 1848 medan det sydvästra är det bevarade Nicolaihuset från 1756. Varje hus hade tre våningar och inredd vind. I varje hus fanns sammanlagd 13 salar. Totalt rymde anläggningen 300 fattighjon som bodde i logement med sängar på rad, sängarna fick de bekosta själva.
Nicolaihuset gestaltades enkelt med slätputsade fasader och ett brutet sadeltak. Taket kröntes av ett litet klocktorn med tre klockor. Exteriört bevarar huset fortfarande sin 1700-talskaraktär där klocktornet och den välvda entréporten är de enda utsmyckningarna.
Sedan 1734 fanns även en hälsobrunn i området. Till en början fick brunnsgästerna bo i Valentin Sabbaths värdshus. Brunnsverksamheten fortsatte även när fattigvården pågick här. Det blev en egen rörelse som administrerades av fattighusdirektionen. Katarinahuset byggdes år 1767 som nytt värdshus för brunnsgästerna eftersom det gamla värdshuset hade blivit kyrka. Även de fattiga hade tillgång till det hälsobringande brunnsvattnet, om än i begränsad omfattning.
Bebyggelsen på Sabbatsberg utökades efter hand med flera logement och administrativa byggnader. Inom området anlades även en begravningsplats 1755. De som bodde i fattighuset skulle klara sitt uppehälle själv genom exempelvis olika slags slöjd eller dagliga sysslor för verksamheten. Under 1800-talets slut var Sabbatsberg ett eget litet samhälle med ett stort antal byggnader. Vid den tiden delades fastigheten i en västlig tomt för fattigvården och en östlig tomt där Sabbatsbergs sjukhus öppnade 1879.

## Ålderdomshem
Kring sekelskiftet blev fattighuset ett ålderdomshem. Vården av de äldre blev humanare och moderniserades och antal sängplatserna minskades. Själva Nicolaihuset förändrade förhållandevis lite under 200 år. Först på 1950-talet skedde en upprustning och modernisering då byggnaden inreddes med dubbelrum med egen toalett. Det tillkom även en hiss samt kök, matsal och dagrum i bottenvåningen. För ombyggnaden ansvarade arkitekt Nils Sterner vid Stockholms stads fastighetskontor.

## Nicolaihuset idag
Verksamheten drevs mellan 1971 och 1995 av Stockholms läns landsting. Sedan tog Stockholms stad över och 2010 stadens fastighetsbolag för förvaltning av äldre hus, AB Stadsholmen. Idag används lokalerna i Nicolaihuset huvudsakligen för sociala verksamheter bland annat av familjerådgivningen och behandlingsenheten.

## Nutida bilder

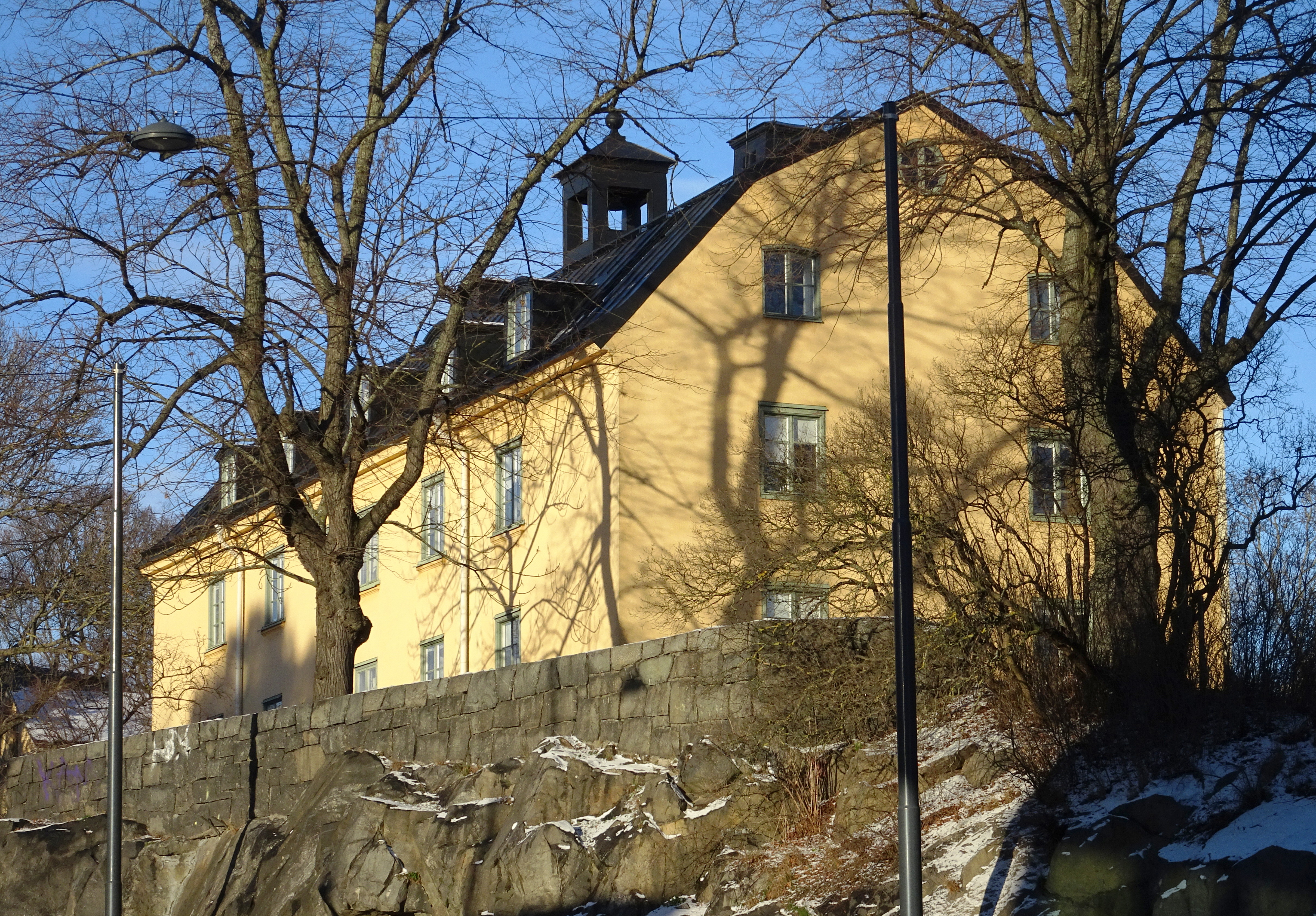
Nicolaihuset sett från Torsgatan.
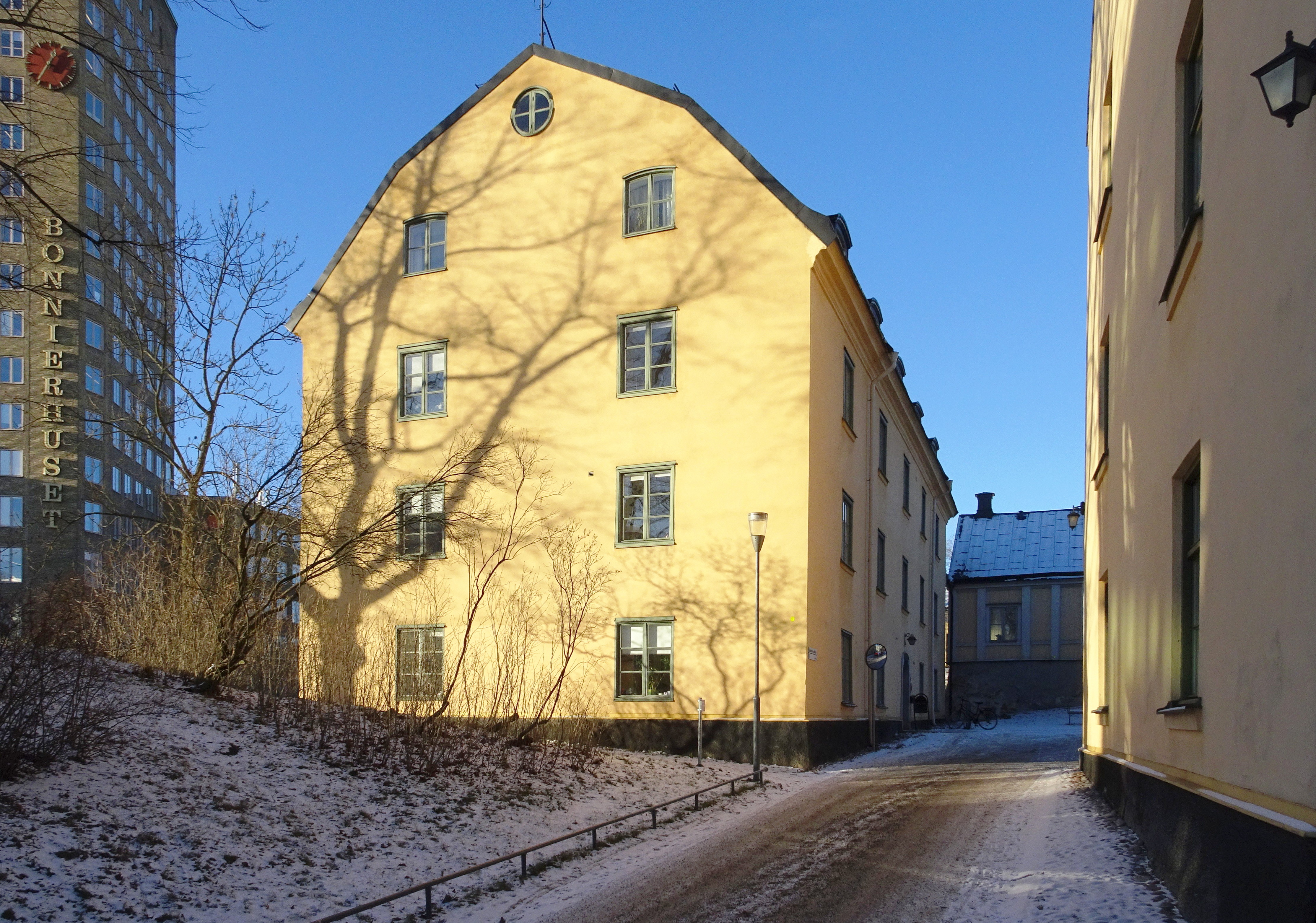
Nicolaihusets gavel sedd från Sabbatsbergsvägen.
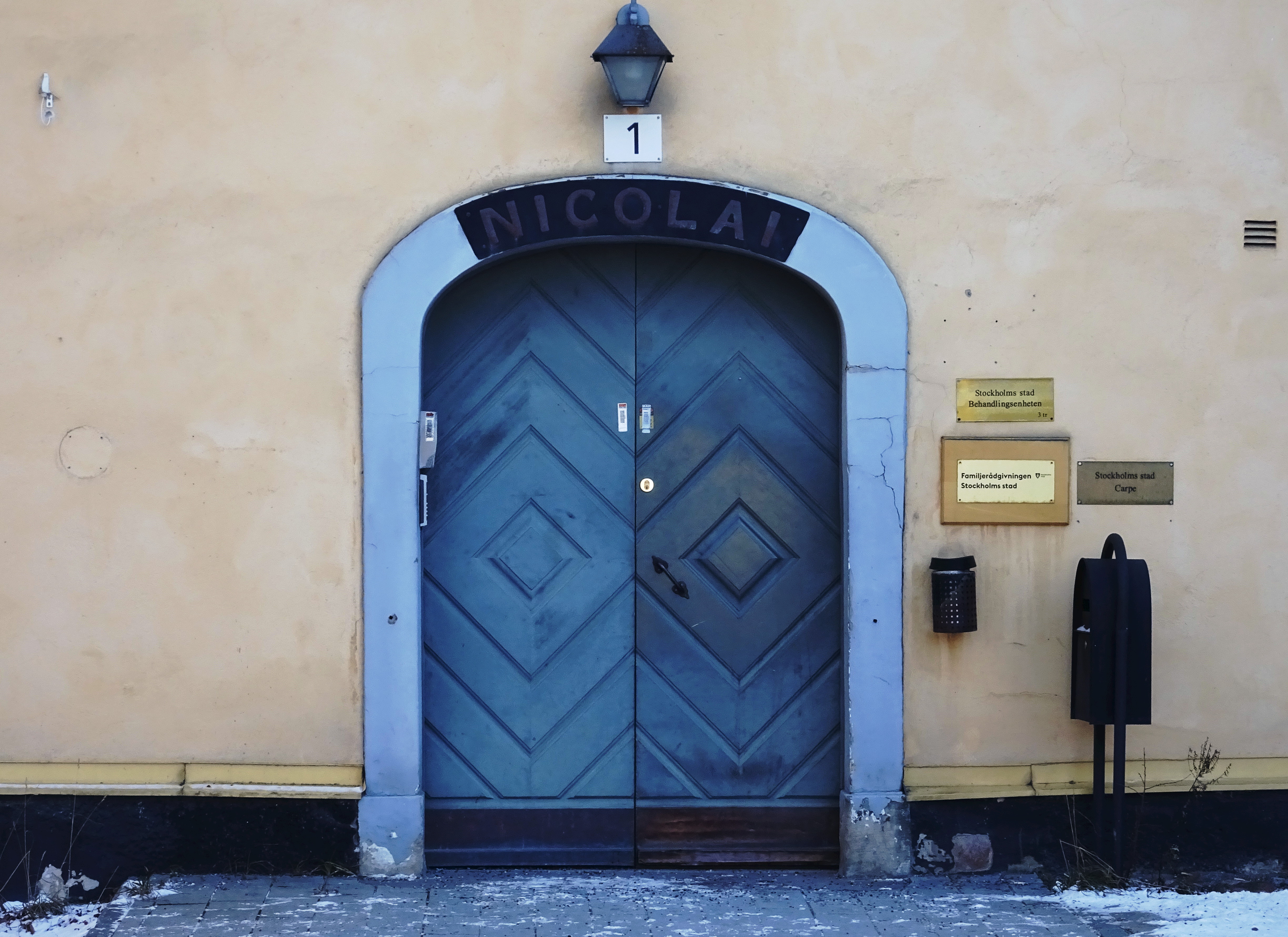
Nicolaihusets entréportal.
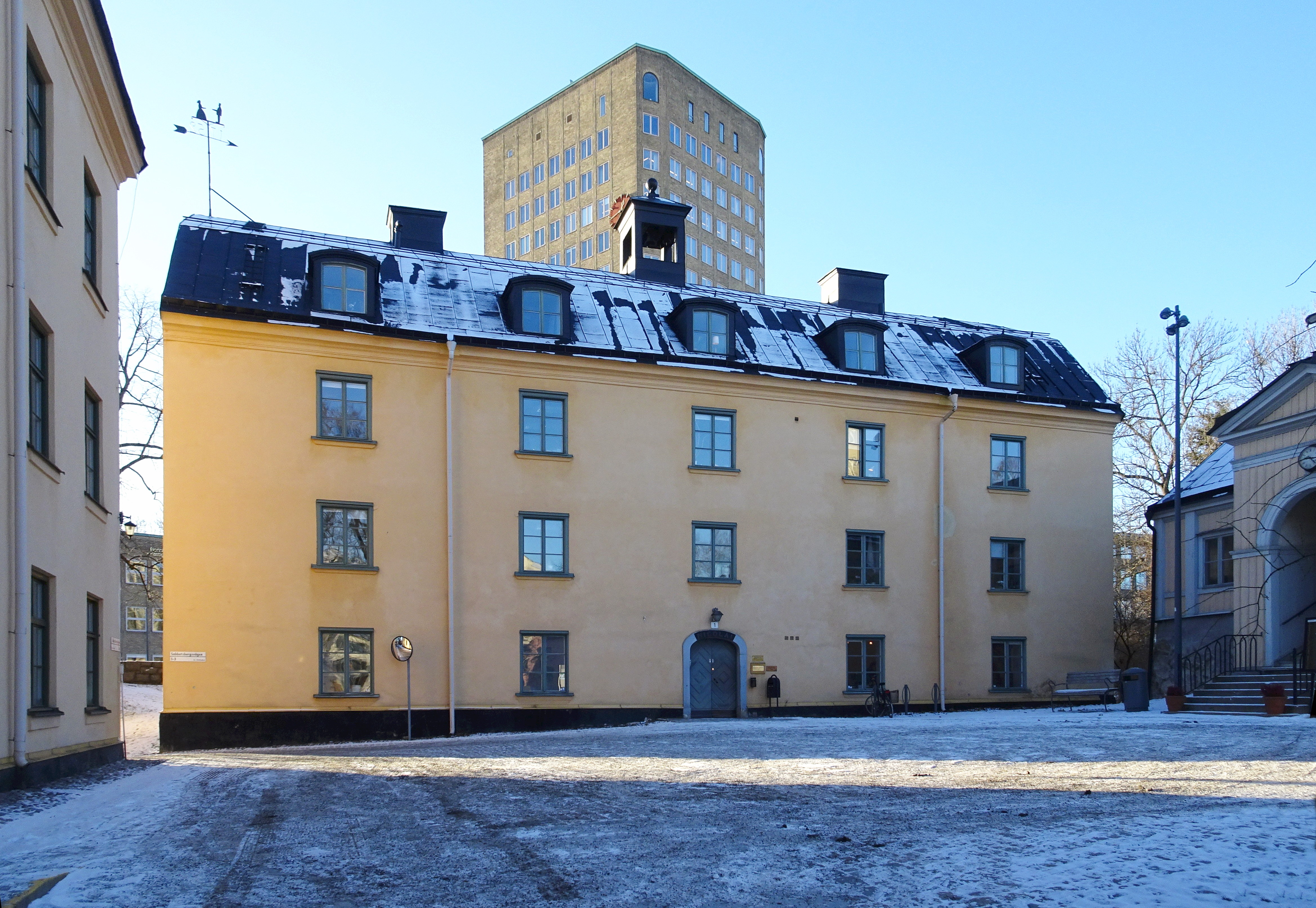
Nicolaihuset från nordost. I bakgrunden syns Bonnierhuset.

## Andra historiska byggnader i området
- Katarinahuset
- Klarahuset
- Slöjdhuset
- Valentinhuset
- Johanneshuset
- Adolf Fredrikshuset